# Apanteles quinquecarinis
Apanteles quinquecarinis är en stekelart som beskrevs av Song och Chen 2003. Apanteles quinquecarinis ingår i släktet Apanteles och familjen bracksteklar. Inga underarter finns listade i Catalogue of Life.